# Штадталлендорф
Штадталлендорф (нем. Stadtallendorf) — город в Германии, в земле Гессен. Подчинён административному округу Гиссен. Входит в состав района Марбург-Биденкопф.  Население составляет 21 247 человек (на 31 декабря 2010 года). Занимает площадь 78,29 км². Официальный код — 06 5 34 018.

## Достопримечательности
В городе находится замок Швайнсберг. 

## Фотографии

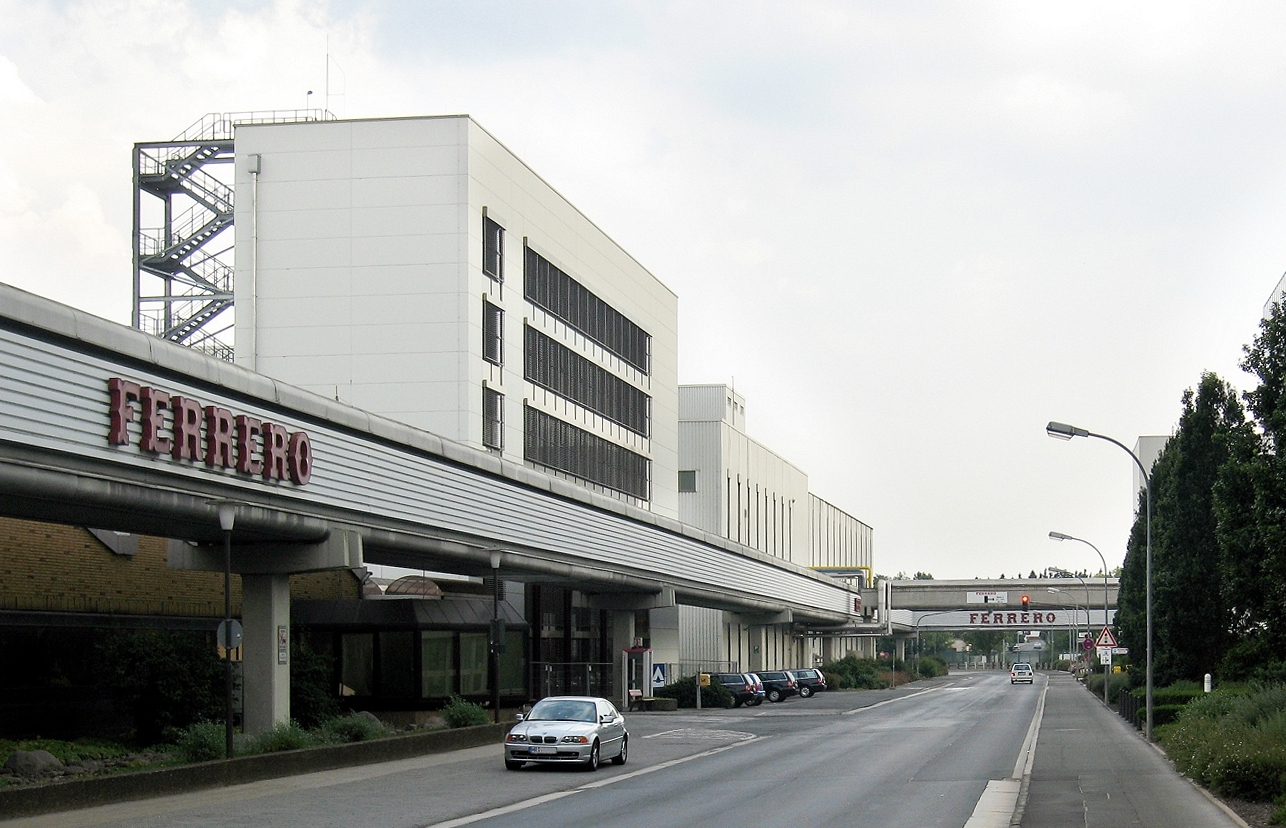
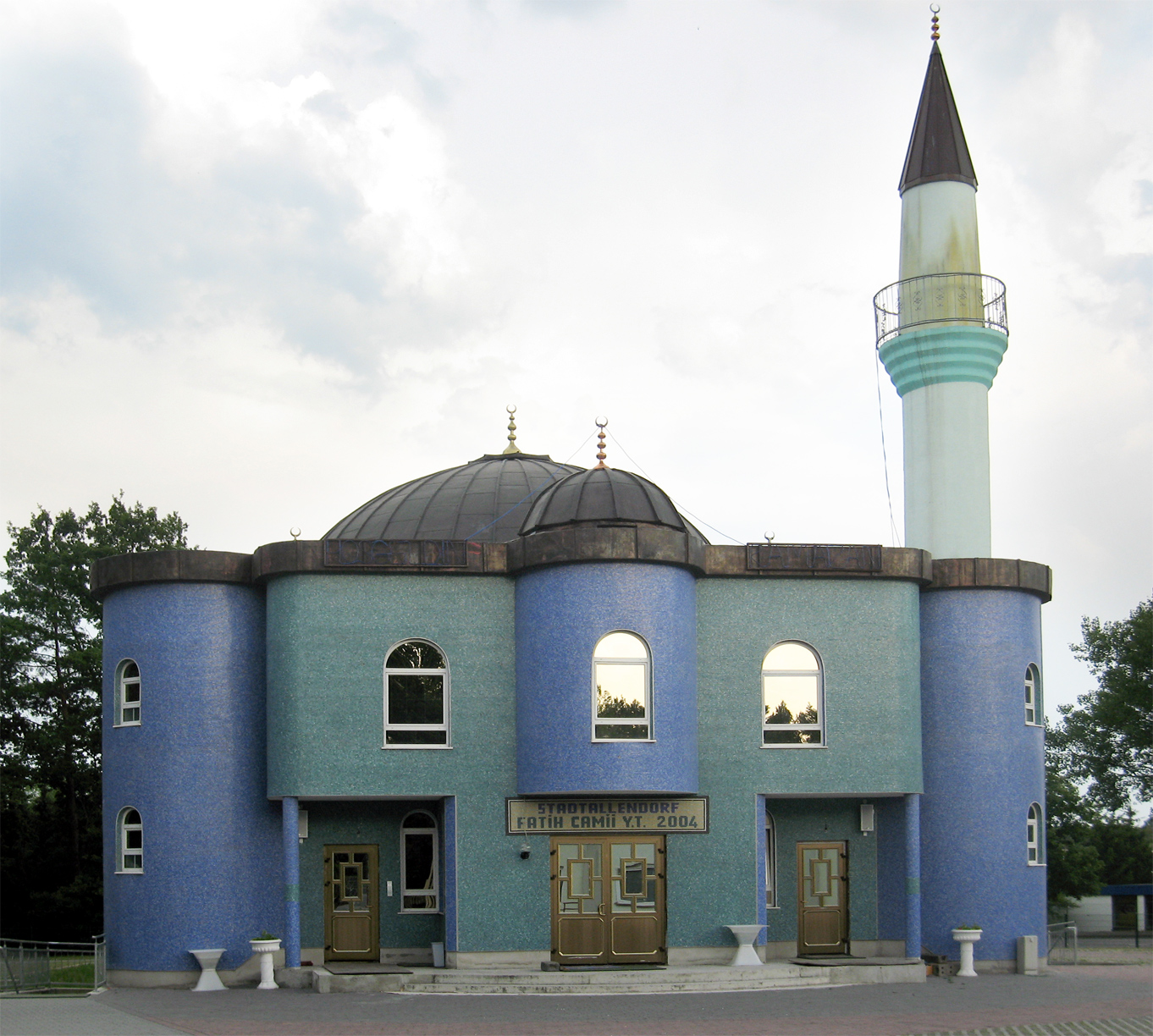
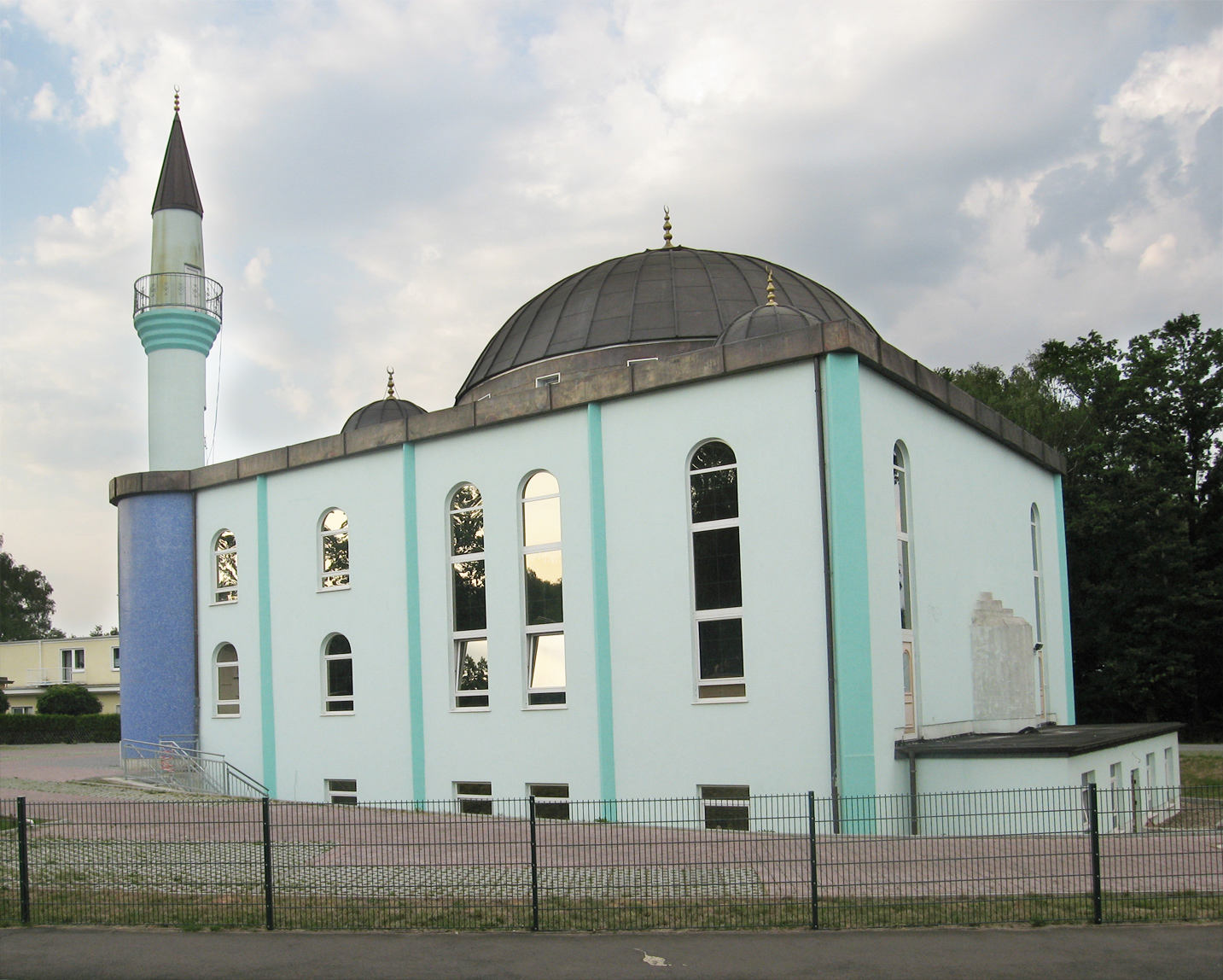
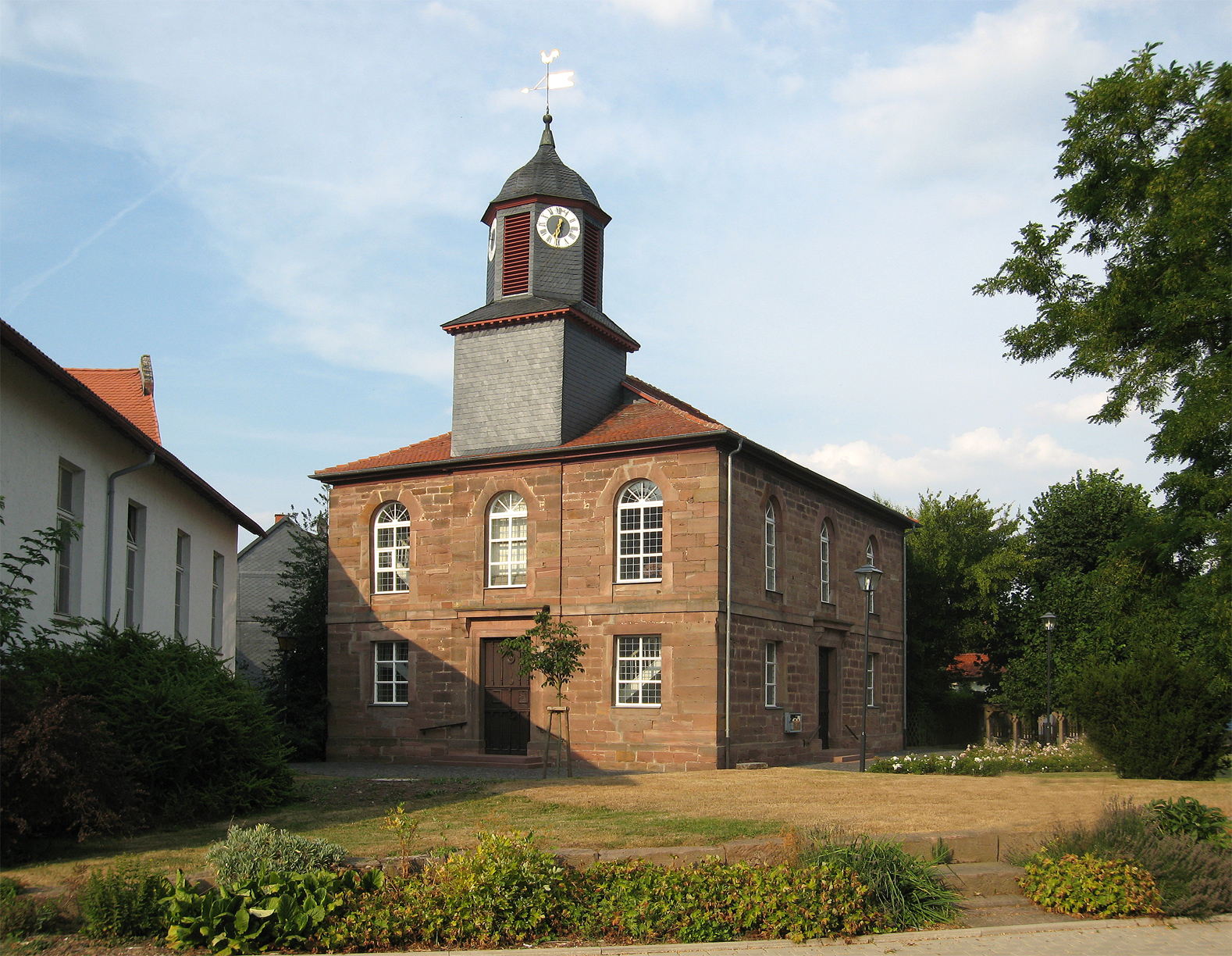
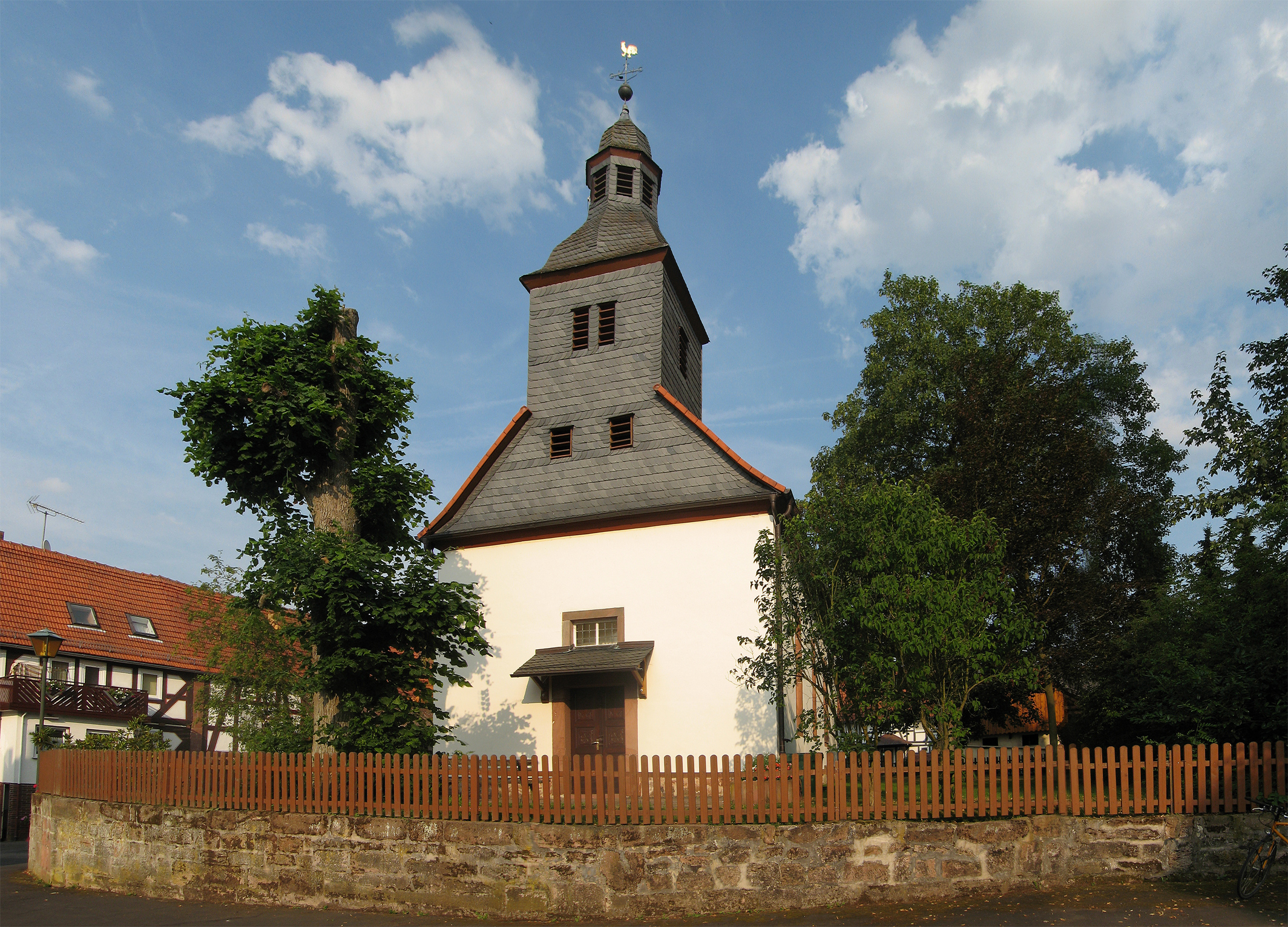
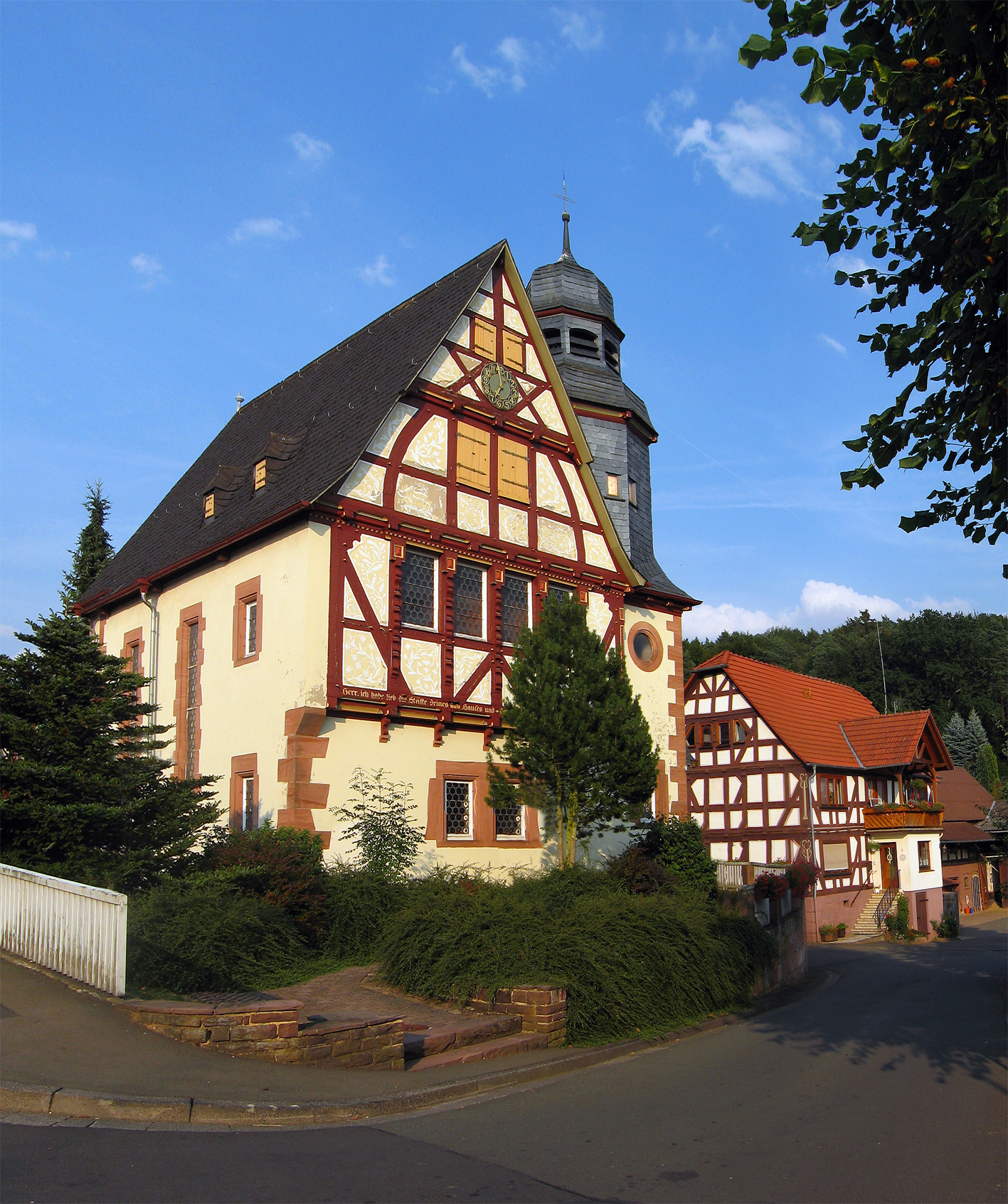